# Omgekeerde schaduwwerking
Omgekeerde schaduwwerking of wet van Thayer is een vorm van camouflage waarbij de bovenkant van het dier of object donkerder en de onderkant juist lichter van kleur is. 
Deze vorm van camouflage komt voor bij zowel prooi- als roofdier. Mensen bootsen deze techniek na bij militaire camouflage, bijvoorbeeld bij de kleuren van een militair luchtvaartuig: van boven gezien donkere kleuren, van onder gezien lichte kleuren. De term 'wet van Thayer' verwijst naar Abbott Handerson Thayer, de 'ontdekker' van deze camouflagevorm.

## Voorbeelden
Een voorbeeld van omgekeerde schaduwwerking is de witte haai. De onderkant van het dier is wit, waardoor prooien die onder de haai zwemmen en naar boven kijken denken dat ze het wateroppervlak zien. Van bovenaf zien prooien echter grijs en menen ze de zeebodem te zien. Ook bij pinguïns is omgekeerde schaduwwerking aanwezig, te zien in hun zwart-witte patroon. Het zwart maakt hen van boven gezien ten opzichte van de diepte van de oceaan moeilijk waarneembaar, van beneden gezien is het wit ten opzichte van het licht moeilijk zichtbaar.
In 2016 kwamen wetenschappers van de Bristol University tot de conclusie dat ook de Psittacosaurus die 120 miljoen jaar geleden leefde en een donkere bovenkant met een lichtere onderkant had profiteerde van het fenomeen omgekeerde schaduwwerking.

## Afbeeldingen

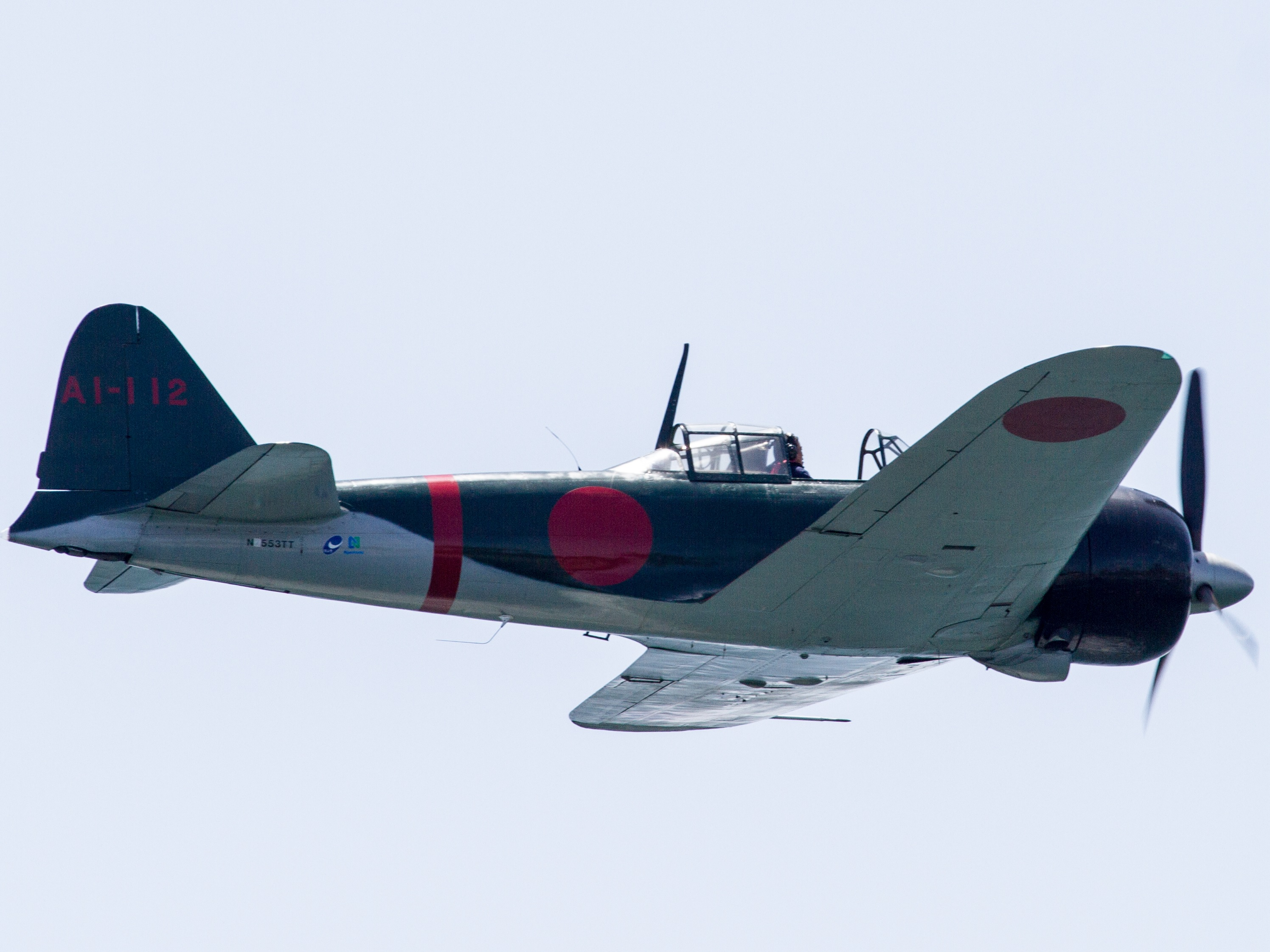
Toepassing militair vliegtuig
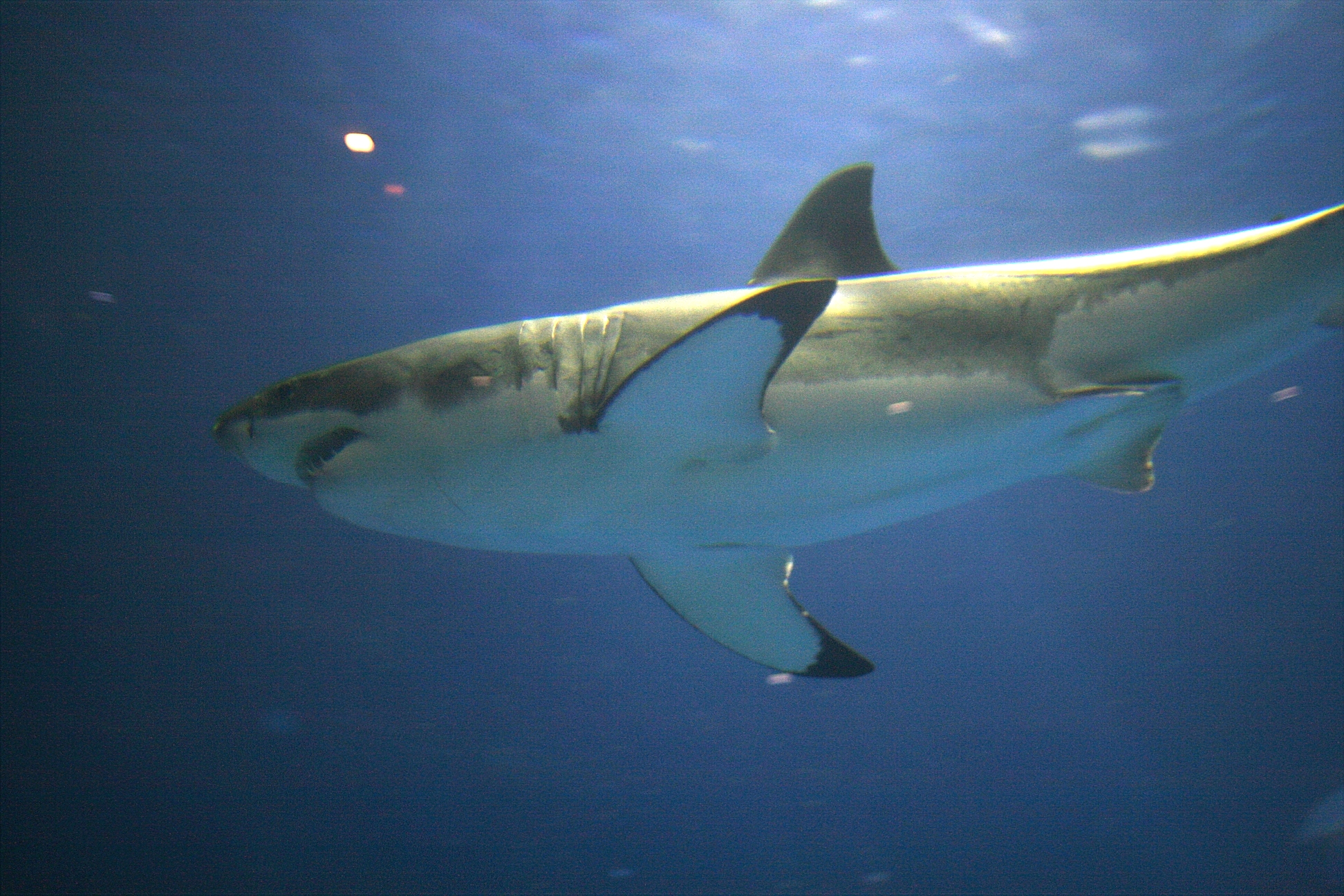
Witte haai
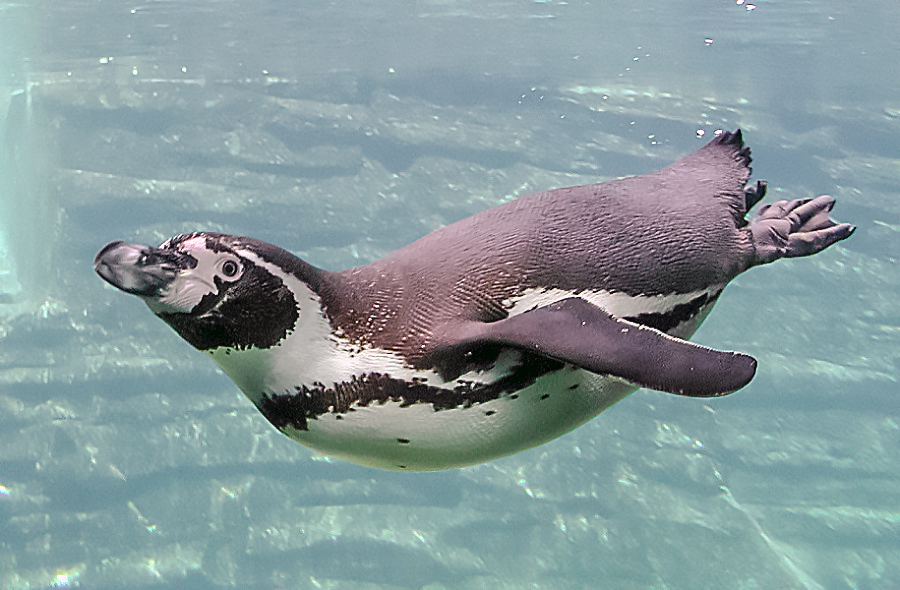
Zwemmende pinguïn